# Canal de Bray à La Tombe
Le canal de Bray à La Tombe,, ou dérivation de Bray à la Tombe, est un canal, long de 10,1 kilomètres, reliant la Seine à Mouy-sur-Seine à ce fleuve à La Tombe.
Il compte trois écluses et deux bras de dérivation (de 0,4 km et 1 km).

## Communes traversées
- Seine-et-Marne  : Mouy-sur-Seine ~ Mousseaux-lès-Bray ~ Bazoches-lès-Bray ~ Balloy ~ Gravon ~ La Tombe.

## Bassin versant
Son bassin versant correspond à deux zones hydrographiques traversées : 
- « La Seine du confluent de la Voulzie (exclu) au confluent de l'Auxence (exclu) (F240) » ;
- « La Seine du confluent du ru de Villenauxe (exclu) du ruisseau des Méances (exclu (F221)».

Il est constitué à:
- 65.17 % de « territoires agricoles » ;
- 30.84 % de « forêts et milieux semi-naturels » ;
- 3.17 % de « territoires artificialisés » ;
- 0.78 % de « surfaces en eau » ;
- 0.04% de « zones humides ».